# Смоленский детинец

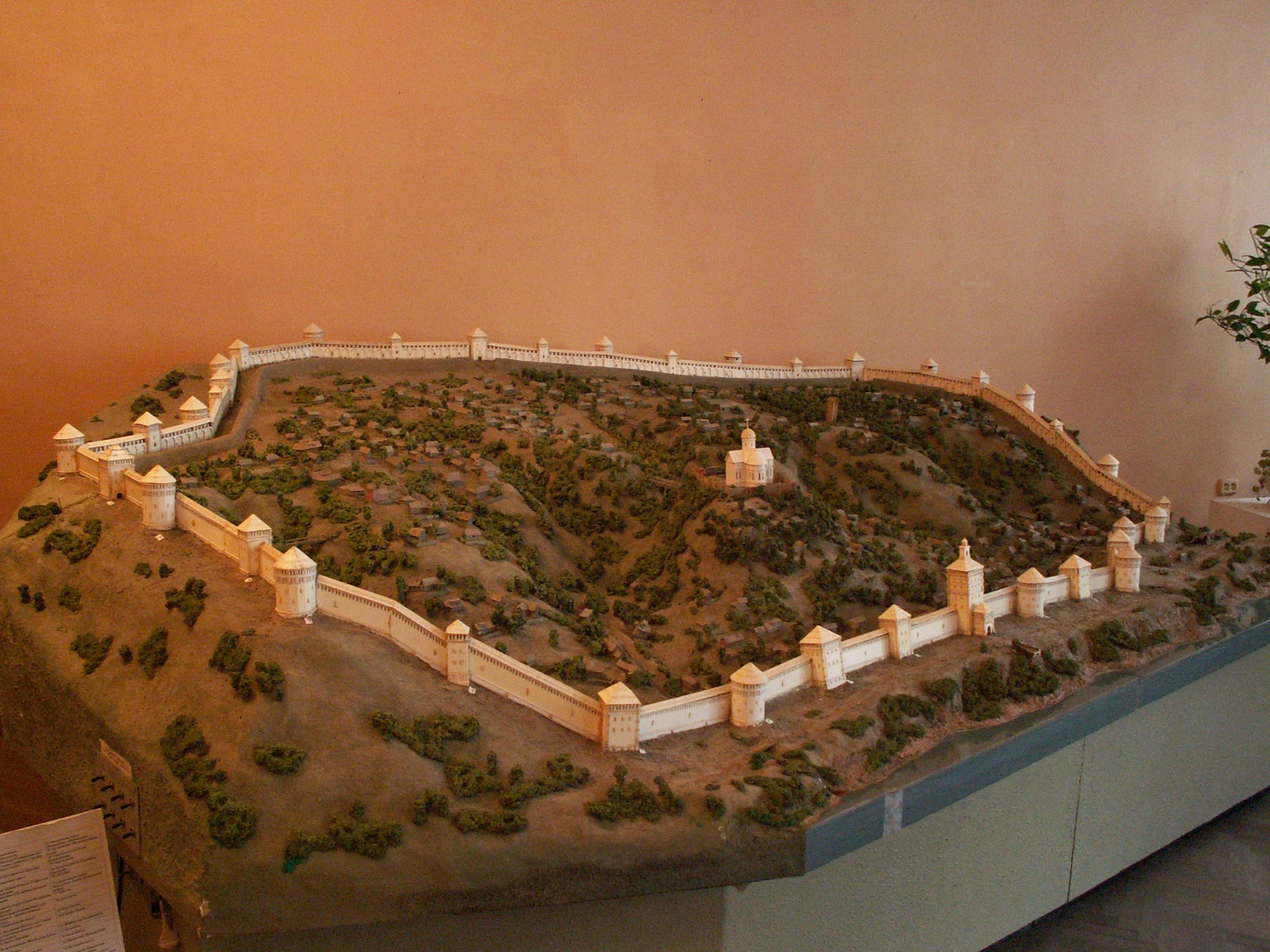
Соборная и соседняя справа Воскресенская гора внутри крепостной стены XVI века как кандидаты на роль места древнего детинца Смоленска

Смоленский детинец — историческое ядро Смоленска в древнерусскую эпоху. Традиционно считается, что детинец Смоленска находился на Соборной горе, где в 1101 году князь Владимир Мономах заложил первый Успенский собор. Однако слабая выраженность на Соборной горе более древнего культурного слоя может свидетельствовать о том, что до этого события, а также некоторое время после него детинец Смоленска находился в ином месте.
По версии главного архитектора Смоленска Николая Васнецова, первый детинец находился на соседней Воскресенской горе, где находится церковь Воскресения Словущего, построенная на фундаментах XII века. Васнецов аргументирует находками на Воскресенской горе более ранних древностей, а также единой осью, которую при таком раскладе образовывал детинец, окольный город, пригородная местность Блонье, торг и Заднепровский посад на противоположенном берегу Днепра. Основание Мономахом Успенского собора на Соборной горе Васнецов объясняет тем, что она могла быть издревле местом религиозного поклонения и князь, закладывая первый в Смоленской земле каменный собор, пытался возвысить его до уровня христианского сакрального места. Впоследствии здесь образовался епархиальный центр, строились княжеские терема, что повлияло на формирование градообразующей структуры города.
Впоследствии Смоленск неоднократно обносился крепостными стенами, в том числе в эпоху Витовта и в эпоху Ивана Грозного. В отличие от прежних деревянных стен, в 1595—1602 годах была построена кирпичная Смоленская крепостная стена, самая крупная из сохранившихся кирпичных крепостей мира.